# Pycnopsyche
Pycnopsyche is een geslacht van schietmotten (Trichoptera) uit de familie van de Limnephilidae. De wetenschappelijke naam werd voor het eerst geldig gepubliceerd door Nathan Banks in 1905. Hij stelde Limnephilus scabripennis Rambur, 1842 als typesoort voor.
De larven bouwen kokertjes, meestal gemaakt van plantenfragmenten en kleine stukjes hout, soms gecombineerd met steentjes.

## Verspreiding
De soorten uit dit geslacht komen voor in het Nearctisch gebied, vooral in het oosten van Noord-Amerika.
Sommige soorten, zoals Pycnopsyche antica hebben een grote verspreiding en gedijen in uiteenlopende habitats, van kleine tot middelgrote rivieren op verschillende hoogten; andere soorten komen in een beperkt gebied voor, zoals Pycnopsyche flavata die enkel in hoger gelegen stroompjes en rivieren van de zuidelijke Appalachen is aangetroffen.

## Soorten
- Pycnopsyche aglona
- Pycnopsyche antica
- Pycnopsyche circularis
- Pycnopsyche conspersa
- Pycnopsyche divergens
- Pycnopsyche flavata
- Pycnopsyche gentilis
- Pycnopsyche guttifera
- Pycnopsyche indiana
- Pycnopsyche lepida
- Pycnopsyche limbata
- Pycnopsyche luculenta
- Pycnopsyche pani
- Pycnopsyche rossi
- Pycnopsyche scabripennis
- Pycnopsyche sonso
- Pycnopsyche subfasciata
- Pycnopsyche virginica